# España profunda

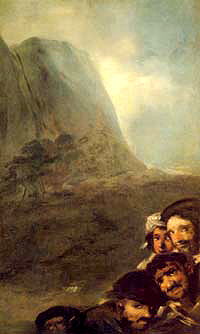
Cabezas en un paisaje (ca. 1819-1823) por Francisco de Goya.

La España profunda es una expresión sociológico-literaria con la que se intenta definir o describir un espacio tópico sociocultural en el ámbito de la historia de España más o menos identificado con los atavismos de la España rural. Entidad evidente en el análisis crítico de la obra de Goya, Galdós, Buñuel, Miguel Delibes o Camilo José Cela, y descrita por Julio Anguita como «aquella gente que tiene miedo y que no protesta por nada», en el siglo xxi se ha diluido para unos y esquematizado para otros, llegando a confundir o identificar al «bruto siempre ansioso de ejercer su brutalidad» con el «elemental que convive al límite de su sencillez», y al «ignorante que presume de su ignorancia» con el individuo culturalmente desplazado (porque su sabiduría ancestral «ya no está de moda o se identifica con la superstición»).
Concepto manoseado por periodistas, sociólogos, antropólogos, historiadores, políticos y psicólogos, y glosado con diferente fortuna por cineastas y escritores, unos y otros se debaten en considerar si la España profunda es un capítulo del pasado o un fantasma del futuro.

## Contexto
No contemplado académicamente como concepto definido, la España profunda aparece con mayor frecuencia en contextos periodísticos que como material filosófico, sociológico o antropológico. Aunque también suele identificarse con otros diversos títulos, en ocasiones incompatibles entre sí o ambiguos, como el de España negra o la España esencial bicéfala e irremediable. Frecuentemente se les tacha de ser despreciables por los partidos políticos, aunque igualmente importantes dada la cuantía de sus votos. Desde un punto de vista historiográfico, se puede destacar la importancia de la España profunda en la inmutabilidad de la figura del alcalde-caudillo.
Un juego elemental o básico de definiciones incompletas de España «profunda» incluiría: 
1. La ejemplarizada en el drama de Puerto Hurraco;
2. Sector ancestral representado por la sociedad rural más ‘cateta’ (garrula o palurda, en el extremo de lo rústico y lo paleto);[5]
3. «Porción indisoluble» de España;[5]
4. La España goyesca que conversa a garrotazos;

En cuanto al origen de la expresión, se barajan varias propuestas documentales, pero ninguna fecha o firma indiscutible.
No obstante, anotada la significación esencial de la raíz del término España profunda, ha de advertirse la posibilidad de su uso en otros contextos, abundando en cierta inevitable confusión.
A su vez, la idea/concepto ‘España profunda’ tiene sus pares geográficos dentro de un uso sociológico-periodístico similar, cuando se habla del «Deep South» y la “América profunda”.

## En la literatura
Construida literaria y pictóricamente ya antes del Siglo de Oro y elevada a símbolo con el romanticismo, críticos y escritores de plural ideología han detectado síntomas de la “España profunda” en la obra monumental del romancero español o en capítulos de la historia de la pintura española como la serie de bufones de Diego Velázquez, o la obra más ácida y oscura de Goya.
A estos referentes habría que añadir una larga lista de autores que de modo parcial o total dedicaron aspectos de su obra al estadio más morboso de la historia de España, así pintores como Leonardo Alenza, Eugenio Lucas Velázquez, José Gutiérrez Solana o Ignacio Zuloaga, dramaturgos como Ramón del Valle-Inclán en el submundo esperpéntico, o incluso poetas como Antonio Machado en su recuperación del romance La tierra de Alvargonzález.
En el siglo xx, la España profunda, enraizada en la novela picaresca y el romancero, las coplas de ciego y la literatura oral en general, se asocia al llamado “tremendismo”, aunque manteniendo un alto nivel literario en obras de autores tan dispares como La casa de Bernarda Alba (1936) de Federico García Lorca, La familia de Pascual Duarte (1942) de Cela, y buena parte de la producción de  Delibes, Aldecoa y un largo etcétera, que llegarían a conformar y acuñar las señas de identidad del concepto, tanto en lo descriptivo como en lo filosófico. A este panorama de cierto nivel intelectual en muchos casos cabría añadir –como contraste– una aportación del mundo del periodismo amarillo que marcó precedente, el conocido como ‘crimen de la calle Fuencarral’, ocurrido en Madrid en 1888, y llevado al cine en 1946 con el título de El crimen de la calle de Bordadores por Edgar Neville.
Un capítulo especial, muy ilustrativo, lo compondría la literatura de viajes por España desde el siglo xvii al xx, con descripciones y reflexiones «para todos los gustos», con cierta obsesión por el «mal gusto» y cierto sensacionalismo literario, exagerado en muchas ocasiones.
Entre los ejemplos ya clásicos más recientes podrían citarse de forma quizá aleatoria obras como el Viaje a la Alcarria de Cela, Campos de Nijar de Luis Goytisolo o Caminando por las Hurdes de Antonio Ferres y Armando López Salinas, este último siguiendo la estela de la película de Luis Buñuel Las Hurdes, tierra sin pan (1932).

### Una página de Galdós
La experiencia de los galdosistas parece asegurar que no queda constancia de que Galdós escribiera o pronunciara textualmente la etiqueta España profunda, pero tanto su teatro como su novelística y su obra reunida en los Episodios nacionales dejan innumerables ejemplos de lo que luego –como ha ocurrido con la obra de Goya– será impecable definición de tan vago, equívoco, confuso e incómodo concepto asociado a la esencia genética española. Así, por ejemplo, en el capítulo II del episodio titulado El terror de 1824, Galdós escribe: 

...venían por el camino de Andalucía varias carretas precedidas y seguidas de gente de armas a pie y a caballo, y aunque no se veían sino confusos bultos a lo lejos, oíase un son a manera de quejido, el cual si al principio pareció lamentaciones de seres humanos, luego se comprendió provenía del eje de un carro, que chillaba por falta de unto. Aquel áspero lamento unido a la algazara que hizo de súbito la mucha gente salida de los paradores y ventas, formaba lúgubre concierto, más lúgubre a causa de la tristeza de la noche. Cuando los carros estuvieron cerca, una voz acatarrada y becerril gritó: «¡Vivan las caenas! ¡viva el Rey absoluto y muera la Nación!» Respondiole un bramido infernal como si a una rompieran a gritar todas las cóleras del averno, y al mismo tiempo la luz de las hachas prontamente encendidas permitió ver las terribles figuras que formaban procesión tan espantosa. (...) Y a la luz de las hachas de viento y de las linternas, las caras aumentaban en ferocidad, dibujándose más claramente en ellas la risa entre carnavalesca y fúnebre que formaba el sentido, digámoslo así, de tan extraño cuadro. Como no había cesado de llover, el piso inundado era como un turbio espejo de lodo y basura, en cuyo cristal se reflejaban los hombres rojos, las rojas teas, los rostros ensangrentados, las bayonetas bruñidas, las ruedas cubiertas de tierra, los carros, las flacas mulas, las haraposas mujeres, el movimiento, el ir y venir, la oscilación de las linternas y hasta el barullo, los relinchos de brutos y hombres, la embriaguez inmunda, y por último, aquella atmósfera encendida, espesa, suciamente brumosa, formada por los alientos de la venganza, de la rusticidad y de la miseria.

En el segundo carro estaban presos también y heridos los compañeros de Riego, a saber: el capitán D. Mariano Bayo, el teniente coronel piamontés Virginio Vicenti y el inglés Jorge Matías. (...)

Era una horrenda mezcla de bacanal, entierro y marcha de triunfo. Oíanse bandurrias desacordes, carcajada, panderetazos, votos, ternos, kirieleisones, vivas y mueras, todo mezclado con el lenguaje carreteril, con patadas de animales (no todos cuadrúpedos) y con el cascabeleo de las colleras. Cuando la caravana se detuvo ante el cuerpo de guardia, y entonces aumentó el ruido. La tropa formó al punto, y una nueva aclamación al Rey neto alborotó los caseríos.
El terror de 1824. Capítulo II. Benito Pérez Galdós (1877)

## En el periodismo
Quizá sea este medio el que más ha rentabilizado el concepto de la España profunda, su ubicación y razón (o sinrazón) de ser. De entre el abundante material publicado en la prensa a lo largo del siglo xx, queden aquí como muestra dos ejemplos que glosan la ambigüedad de la etiqueta. Así, Javier Ortiz, ejerciendo de periodista barojiano desde las páginas del diario El Mundo, expresó en varias ocasiones sus dudas sobre la consistencia de la España profunda, definiendo que   

El mito de la «España profunda» está asociado a la idea, bastante común, de que este país posee una especie de alma colectiva turbulenta y soterrada que, cual Guadiana por la Historia, emerge cada tanto. Dudo de que haya tal. Y lo dudo doblemente cuando constato que los sentimientos y las actitudes que se vinculan a esa presupuesta alma hispana son siempre «indómitos y fieros», según cantaba el rancio y rimbombante poema antifrancés.
Javier Ortiz (19/01/1994) 

Por su parte, en una entrevista concedida al diario El País por el pintor Juan Barjola –y titulada "Soy hijo de la España profunda"–, el artista (con la experiencia de sus 83 años de una vida dedicada a pintar «tauromaquias, prostíbulos, perros, cabezas, suburbios, maternidades, camerinos, magistrados, multitudes...») encabezaba su discurso diciendo:

Soy hijo de la España profunda y los cromosomas no se cambian.
 Juan Barjola (19/01/1994)

## En el cine
El cine español a lo largo de su historia ha sido proclive a hacerse eco de la emblemática más superficial de la España profunda. De la colección de episodios trágicos o tremebundos filmados podrían recordarse títulos como Los santos inocentes, a partir de la novela de Delibes, dirigida en 1984 por Mario Camus; Camada negra dirigida en 1977 por Manuel Gutiérrez Aragón;  El crimen de Cuenca dirigida en 1979 por Pilar Miró; o Yoyes (2000), de Helena Taberna, sobre el asesinato de la militante etarra Dolores González Catarain. También son reseñables experimentos como El honor de las injurias (2007), largometraje documental de Carlos García-Alix; películas de la ‘España profunda urbana’ como Criando Ratas (2016) de Carlos Salado; o ensayos fílmicos como el titulado La España profunda (de Ortega y Gasset a Rocío Jurado) del artista Isaías Griñolo, a partir del texto del discurso dado por el escultor Juan de Ávalos para su ingreso en la Real Academia de Extremadura de las Artes y las Letras (1993), titulado La España profunda: Ortega y Rocío Jurado.